# Calzadilla de los Barros
Calzadilla de los Barros est une commune d’Espagne, dans la province de Badajoz, communauté autonome d'Estrémadure.